# Incêndios florestais em Portugal

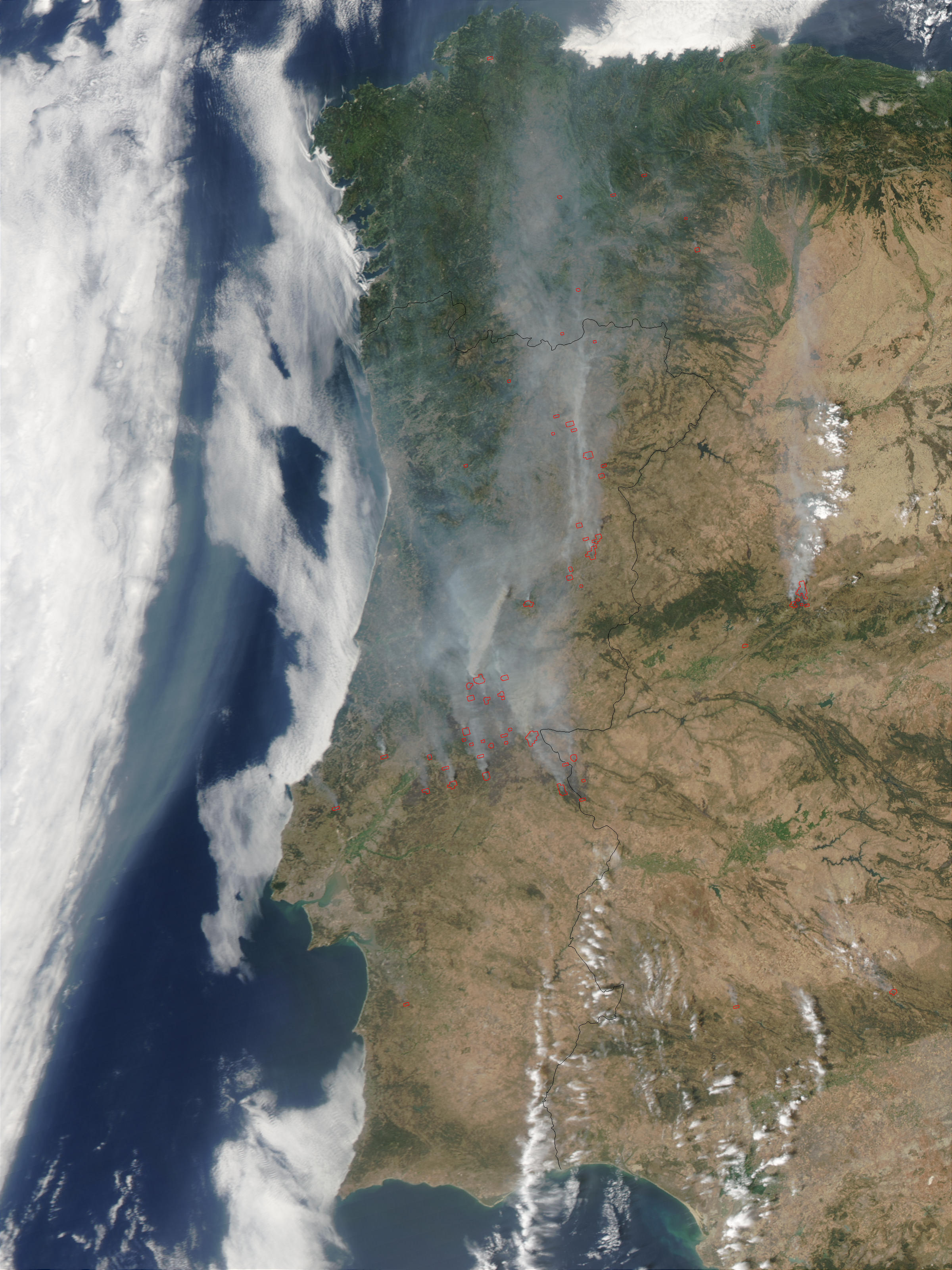
Portugal visto do espaço reconhecendo-se o fumo de alguns grandes fogos no Verão de 2003. Segundo a Agência Portuguesa do Ambiente, as causas mais frequentes dos fogos florestais são o incendiarismo (28 %) e as queimadas agrícolas ou florestais (19 %), representando juntas 42 % das causas apuradas.

Os incêndios florestais em Portugal são numerosos e são uma emergência que se atende hoje em dia mediante os planos de emergências para incêndios florestais. Informação geral sobre os incêndios florestais pode ser consultada na página oficial do Ministério do Ambiente.
Esta combustão descontrolada afeta, de modo 
expressivo, as diferentes componentes dos ecossistemas naturais onde incide, designadamente a vegetação e o solo, provocando na sua passagem efeitos de carácter imediato, ausência temporária de vegetação e domínio da cinza, bem como outros, de efeito mais tardio, nomeadamente a degradação da qualidade dos solos e o desenvolvimento de processos de erosão, além de que pode pôr, ainda, em causa tanto a vida, como os haveres do ser humano. A limpeza do solo agrícola implica a queima controlada de combustíveis agrícolas, tanto de forma extensiva (queimada) como de modo intensivo (queima de sobrantes), pelo que a sua passagem a incêndio não decorre de uma origem natural, mas antes de atos negligente ou intencionais, de natureza antrópica. A falta de consolidação da extinção dos grandes incêndios, a falta de vigilância e o surgimento de novas ignições contribuem para reativação de fogos florestais do país, agravando a área ardida. Más decisões estratégicas e gestão de meios criticada, no combate aos incêndios por sucessivos anos.
Os incêndios florestais correspondem a uma combustão descontrolada que tem como comburente o oxigénio e, como combustível, um conjunto de substâncias vegetais naturais, constituídas tanto pela manta morta, como por espécies vivas, sejam elas herbáceas, arbustivas ou arbóreas. Distinguem-se de outras combustões (por exemplo, combustões com substâncias químicas) por possuírem apenas o oxigénio como comburente e usarem um grupo de combustíveis relativamente homogéneo.
Com a industrialização e a modernização da sociedade, ocorreram mudanças drásticas na paisagem e nos regimes de incêndios. Devido à grande pressão urbana, agrícola e pecuária, com o aumento das florestas plantadas com o claro objetivo de, por um lado, contrariar os acentuados processos erosivos e a degradação dos recursos florestais, e de, por outro lado, responder às necessidades cada vez maiores do desenvolvimento industrial no que respeita aos produtos florestais; e as políticas de prevenção e extinção dos incêndios houve um aumento do combustível. Essas mudanças drásticas, juntamente com o aumento de ignições, inerente ao aumento da população e à desestruturação do mundo rural, têm gerado nas últimas décadas um aumento na dimensão, frequência e intensidade dos incêndios florestais

## Opinião pública
José Gomes Ferreira acredita que há uma “indústria dos incêndios”, que colapsaria se não existissem as ocorrências todos os anos, e “as evidências estão aos olhos de toda a gente”.
Interessam a muita gente. Como eu costumo dizer, os incêndios rurais em Portugal dão de comer a muita gente [...] se não houvesse incêndios num ano, o que é que acontecia no mercado de aluguer de aviões de combate, de helicópteros, de venda de veículos de combate, de adaptação e reparação de veículos, das empresas de mangueiras, fatos e outros materiais? Se não existirem incêndios, não há mercado para estes negócios— José Gomes Ferreira, 2025, entrevista à Sic Notícias
José Gomes Ferreira, revela em conversa com um "alto responsável da Proteção Civil, que já não está em funções", que este admitiu a relação entre os incêndios e o comércio de madeira para aglomerados.
Propõe um modelo de incentivos "contrário ao que existe hoje", que "não esteja do lado da ocorrência do fogo, mas do lado dos proprietários que querem manter a floresta verde. A sociedade devia pagar, através de estruturas do Estado, subsídios a quem mantém a floresta verde. Não é impossível. Pode ser com créditos de carbono que se estendam aos pequenos proprietários. O Estado devia assumir, através da Força Área, a maior parte dos meios de combate aos incêndios. Os privados não deviam dominar completamente esse mercado [...] Militares do exército deviam fazer campanhas de três meses no meio da floresta, para aumentar a fiscalização", e defende o aumento das penas para os incendiários.— José Gomes Ferreira, Sic Notícias, 2025
A nível científico, um estudo publicado em 2018 por Joana Parente, investigadora no Centro de Investigação e Tecnologias Agroambientais e Biológicas da Universidade de Trás-os-Montes e Alto Douro, chegou à conclusão que cerca de 99 % das ignições com causa conhecida são resultantes de atividade humana, sejam negligentes ou intencionais, com menos de 1 % atribuível a causas naturais como trovoadas.

## Caraterização
São das catástrofes naturais mais graves em Portugal, não só pela elevada frequência com que acontecem e dimensão que alcançam, como pelos efeitos destruidores que causam. Para além dos prejuízos económicos e ambientais, podem criar uma fonte de perigo para as populações e bens.
Os incêndios florestais são considerados catástrofes naturais, mais pelo facto de se desenvolverem na natureza e por a sua possibilidade de acontecimento e características de divulgação dependerem de fatores naturais, do que por serem causados por fenómenos naturais. A intervenção humana pode desempenhar um papel decisivo na sua origem e na limitação do seu desenvolvimento. A importância da ação humana nestes fenómenos diferencia os incêndios florestais das restantes catástrofes naturais.
Os anos de 2003 e 2005 foram os anos mais trágicos em Portugal, arderam 425 839 e 339 089 ha respetivamente. Em 2014, por contraste, arderam somente 19 930 ha. Em 2016, os incêndios voltaram a Portugal com grande intensidade, após um ano chuvoso, devido às condições climatéricas extremas (temperaturas acima dos 40 °C em todo o país). Até, 12 de agosto de 2016 já tinham ardido mais de 100 000 ha, uma área superior a metade de toda a área ardida na Europa nesse ano.

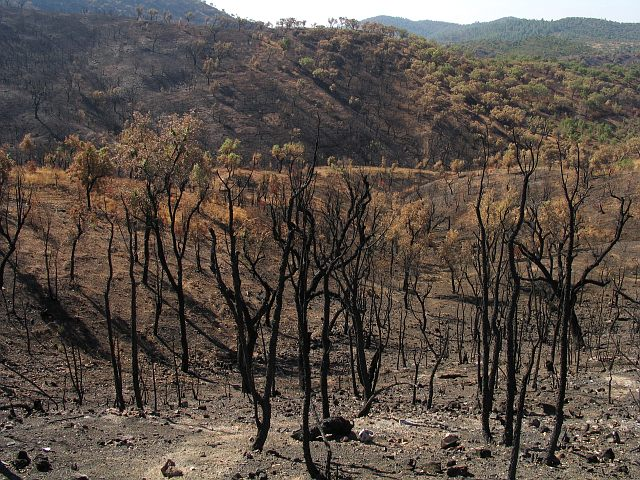
Floresta queimada no Algarve, Portugal

Vários estudos apontam para que as causas humanas sejam prevalecentes. No estudo efetuado em 2012, que analisa as causas de incêndios florestais em Portugal continental, entre 1996 e 2010, verifica-se que 90% dos casos "tem origem em atos humanos, negligentes e intencionais". Observa-se que o "incendiarismo" (885) e o acidente/negligência" (866) são apontados como responsáveis pelo mesmo número de ocorrências, nos fogos cuja causa foi determinada. Contudo, a amostragem não é aleatória dado que todos os incêndios com suspeita de origem criminosa têm prioridade na investigação. Assim, os autores do estudo concluem que a "origem criminosa" enquanto causa de incêndios florestais está empolada.
Contudo, e numa base opinativa, o presidente da Liga dos Bombeiros, em 2015, afirmava que cerca de 75% dos incêndios florestais em Portugal são de origem criminosa e os restantes 25% são devidos a casos de negligência.

## 1966
Em 6 de Setembro de 1966 um fogo na serra de Sintra causou a morte de 25 militares do Regimento de Artilharia AntiAérea Fixa de Queluz, quando tentavam combater as chamas.

## 1985

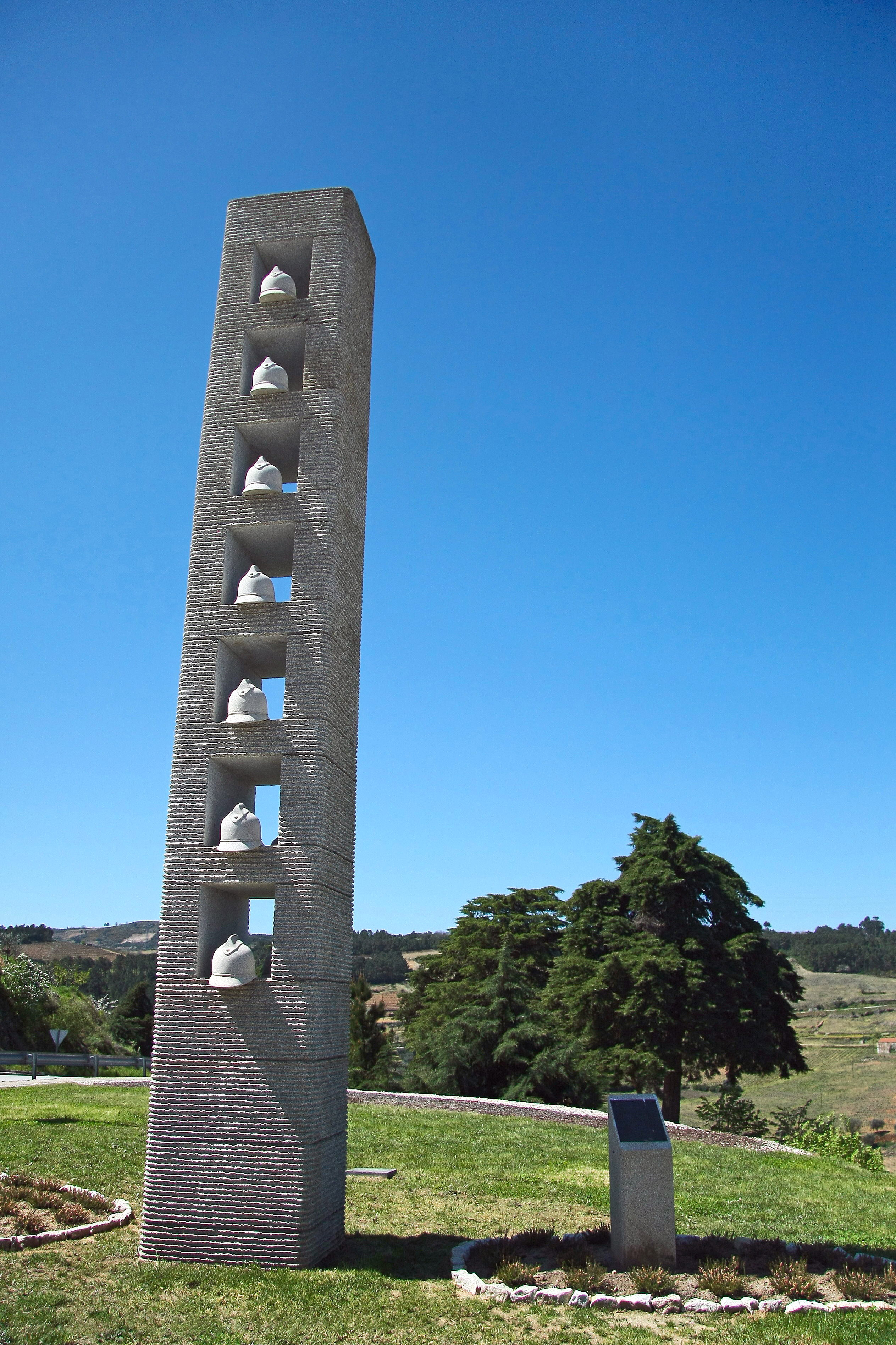

Em 8 de setembro de 1985, em Armamar um incêndio matou 14 bombeiros.

## 1986
Na noite de 14 de junho de 1986, num incêndio em Águeda perderam a vida 16 pessoas: 13 Bombeiros das Corporações de Bombeiros Voluntários de Águeda e de Anadia e três Civis da região de Águeda.

## Campanha de prevenção (2007)
Portugal sem fogos depende de todos é uma campanha lançada em 2007 para lutar contra os fogos em Portugal.
Até 30 de Setembro, em zonas florestais é absolutamente proibido:
- Fumar ou fazer lume de qualquer tipo
- Lançar foguetes ou balões de mecha acesa
- Realizar queimadas para renovação de pastagens
- Queimar sobrantes agrícolas ou florestais

Porque Portugal sem fogos depende mesmo de todos, foi recentemente aprovado um Despacho Conjunto, da responsabilidade dos Ministérios da Administração Interna e do Trabalho e Solidariedade Social, que permite o recrutamento de cidadãos em situação de desemprego para trabalhos de prevenção e detecção de incêndios florestais.

## Evolução da área florestal ardida anualmente em Portugal
2008 foi o ano em que a área ardida foi menor desde 1980. O pior ano foi 2017. O gráfico apresenta a evolução da área de floresta ardida em virtude de incêndios florestais em território nacional desde 1980.

## 2004
| Data                | Duração         | Zonas afectadas                     | Unidades de combate | Unidades de combate | Unidades de combate | Unidades de combate | Área ardida | Fonte |
| ------------------- | --------------- | ----------------------------------- | ------------------- | ------------------- | ------------------- | ------------------- | ----------- | ----- |
| Data                | Duração         | Zonas afectadas                     | Homens              | Veículos            | Meios aéreos        | Outros              | Área ardida | Fonte |
| 25 de Julho de 2004 |                 | Serra de Montaria, Viana do Castelo | 44                  | 13                  | 1                   | 1                   |             |       |
| 18 de Julho         |                 | Vila Seca, Tábua                    | 68                  | 17                  | 4                   |                     |             |       |
| 27 de Junho         | algumas horas   | Covão, em Colares                   | 36                  | 11                  | 0                   |                     |             |       |
|                     | até 25 de Julho | Évora                               | 52                  | 16                  |                     |                     |             |       |

## 2005
| Data   | Duração     | Zonas afectadas                  | Unidades de combate | Unidades de combate | Unidades de combate | Unidades de combate | Área ardida | Fonte |
| ------ | ----------- | -------------------------------- | ------------------- | ------------------- | ------------------- | ------------------- | ----------- | ----- |
| Data   | Duração     | Zonas afectadas                  | Homens              | Veículos            | Meios aéreos        | Outros              | Área ardida | Fonte |
| Julho  | Vários dias | Albergaria-a-Velha               | ?                   | ?                   | ?                   | ?                   | 1201 ha     |       |
| ~17.07 |             | Casais Velhos (Montemor-o-Velho) | 14                  | 4                   | 4                   | -                   |             |       |
| ~17.07 |             | Ferrugenta (Figueira da Foz)     | 52                  | 17                  | -                   | -                   |             |       |
| ~17.07 |             | Alvega (Ourém)                   | 43                  | 11                  | 2                   | -                   |             |       |
| ~17.07 |             | Muge (Salvaterra de Magos)       | 86                  | 26                  | -                   | -                   |             |       |
| ~17.07 |             | Lavegada (Tomar)                 | 24                  | 6                   | -                   | -                   |             |       |
| ~17.07 |             | Sabugal                          | 51                  | 11                  | -                   | -                   |             |       |
| ~17.07 |             | Paços (Sabrosa)                  | 20                  | 4                   | -                   | -                   |             |       |
| ~05.08 |             | Valongo                          | 22                  | 6                   | -                   |                     |             |       |
| ~05.08 |             | Paredes                          | 40                  | 11                  | -                   | -                   |             |       |
| ~05.08 |             | Arouca                           | 60                  | 20                  | -                   | -                   |             |       |
| ~05.08 |             | Vale de Cambra                   | 118                 | 31                  | -                   | -                   |             |       |
| ~05.08 |             | Oliveira de Azeméis              | 20                  | 5                   | -                   | -                   |             |       |
| ~05.08 |             | Vagos                            | 46                  | 14                  | -                   | -                   |             |       |
| ~05.08 |             | Sever do Vouga                   | 30                  | 7                   | -                   | -                   |             |       |
| ~05.08 |             | Cantanhede                       | 126                 | 31                  | -                   | -                   |             |       |
| ~05.08 |             | Almagreira (Pombal)              | 28                  | 8                   | -                   | -                   |             |       |
| ~05.08 |             | Chão de Gaia (Pombal)            | 21                  | 5                   | -                   | -                   |             |       |
| ~05.08 |             | Leiria                           | 1                   | 1                   | 3                   | -                   |             |       |
| ~05.08 |             | Baião                            | 11                  | 3                   | -                   | -                   |             |       |
| ~05.08 |             | Ponte de Lima                    | 47                  | 14                  | -                   | -                   |             |       |
| ~05.08 |             | Amial (Castro Daire)             | 20                  | 6                   | -                   | -                   |             |       |
| ~05.08 |             | Farejinhas (Castro Daire)        | 65                  | 20                  | -                   | -                   |             |       |
| ~05.08 |             | Antas (Penalva do Castelo)       | 65                  | 20                  | -                   | -                   |             |       |
| ~05.08 |             | Campina (Penalva do Castelo)     | 67                  | 16                  | -                   | -                   |             |       |
| ~05.08 |             | Castelo Novo, Fundão             | 47                  | 11                  | 1*                  | -                   |             |       |
| ~05.08 |             | Cavernães (Viseu)                | 39                  | 12                  | -                   | -                   |             |       |
| ~05.08 |             | Tomar                            | 15                  | 5                   | -                   | -                   |             |       |
| ~05.08 |             | Marvão                           | 137                 | 39                  | 1                   | -                   |             |       |
| ~05.08 |             | Olival (Ourém)                   | 84                  | 25                  | -                   | -                   |             |       |
| ~05.08 |             | Resouro (Ourém)                  | 136                 | 38                  | -                   | -                   |             |       |
| ~05.08 |             | Alcanena                         | 144                 | 43                  | -                   | -                   |             |       |

### Distrito do Porto
A 18 de Julho de 2005 a zona mais atingida por incêndios é o distrito do Porto, com 527 incêndios, 2902 fogachos e 3890 ha de zona ardida.
| Período               | Nº de fogos | Área ardida (ha) | Detalhes                                 |
| --------------------- | ----------- | ---------------- | ---------------------------------------- |
| 1987                  | 7705        | 76 268           | Povoamentos: 49 848 ha, Mato: 26 420 ha  |
| 1988                  | 6131        | 22 434           | Povoamentos: 8 627 ha, Mato: 13 807 ha   |
| 1989                  | 21896       | 126 237          | Povoamentos: 62166 ha, Mato: 64 071 ha   |
| 1990                  | 10745       | 137 252          | Povoamentos: 79 549 ha, Mato: 57 703 ha  |
| 1991                  | 14327       | 182 486          | Povoamentos: 125 488 ha, Mato: 56 998 ha |
| 1992                  | 14954       | 57 012           | Povoamentos: 39 701 ha, Mato: 17 311 ha  |
| 1993                  | 16101       | 49 963           | Povoamentos: 23 839 ha, Mato: 26124 ha   |
| 1994                  | 19983       | 77 323           | Povoamentos: 13 487 ha, Mato: 63 836 ha  |
| 1995                  | 34179       | 166 330          | Povoamentos: 85 246 ha, Mato: 81 084 ha  |
| 1996                  | 28626       | 83 045           | Povoamentos: 10 574 ha, Mato: 72 471 ha  |
| 01.01.2004—10.07.2004 |             | 20 039           |                                          |
| 01.01.2005—10.07.2005 |             | 29 580           |                                          |

## 2013
A 8 de Julho de 2013, na aldeia de Cilhade, no concelho de Torre de Moncorvo, às 14:45 inicia-se um foco de incêndio que foi dominado, às 21:34.
A 9 de Julho de 2013, na aldeia de Picões, no concelho de Alfândega da Fé, às 13:47 o incêndio reacende, e de forma explosiva, passa o Rio Sabor, até ao concelho de Mogadouro, cercando várias aldeias, como na aldeia de Quintas das Quebradas onde se juntão duas frentes, e obrigando á evacuação de algumas casas na aldeia de Estevais (Mogadouro) e á evacuação total da aldeia de Minas de Fonte Santa (Freixo de Espada á Cinta). Esta frente continua entre os concelhos de Freixo de Espada á Cinta e Mogadouro, chega até ás arribas da Barragem de Aldeadávilla. O incêndio continua em Carviçais (Torre de Moncorvo) e às 7:00, já no dia 12 de Julho de 2013, o incêndio é dado como extinto em Mós (Torre de Moncorvo).
As freguesias mais afectadas foram Meirinhos (Mogadouro) com 74.7% de área total ardida, Lagoaça (Freixo de Espada á Cinta) com 54.9% de área total ardida, Carviçais (Torre de Moncorvo) com 47.5% de área total ardida, Castelo Branco (Mogadouro) com 35.9% de área total ardida, Cerejais (Alfândega da Fé) com 33.5% de área total ardida, Ferradosa (Alfândega da Fé) com 32.5% de área total ardida, Parada (Alfândega da Fé) com 29.3% de área total ardida e Bruçó (Mogadouro) com 28.9% de área total ardida.
No total arderam 14 135,7 ha, dos quais 6 854,4 em Mogadouro, 3 752,1 em Torre de Moncorvo, 2 099,5 em Freixo de Espada á Cinta e 1 430 em Alfândega da Fé.
Este incêndio foi considerado o maior registado em Portugal, no ano de 2013, e o maior de sempre naquela região transmontana.
Para ajudar no combate estiveram mais de 700 bombeiros, quase 200 veículos e 9 meios aéreos, no terreno.

## 2017
O Incêndio florestal de Pedrógão Grande em 17 de junho de 2017, causa 64 mortos e cerca de 200 desalojados.
Em 15 de Outubro de 2017 foram registados, num dia, 523 incêndios, que causaram 50 mortos e cerca de 70 feridos. Este foi considerado o pior dia de incêndios de sempre em Portugal. Os piores fogos foram registados na região Centro e Norte, nomeadamente Viseu (distrito mais fustigado) e Coimbra, e entraram dentro de diversas cidades, vilas e aldeias acabando por destruir dezenas de casas e indústrias.
Os dados oficiais do ICNF indicam que até 30 de setembro havia 215 988 ha de área ardida.
Entre o início do ano e o final de outubro, arderam em Portugal mais de 440 000 ha de floresta e povoamentos — o que corresponde a quatro vezes mais do que a média registada nos dez anos anteriores.
Ardeu mais 428% do que arde, por norma, em anos anteriores (mais 358 000 ha, totalizando um número superior à área total do distrito de Coimbra), o maior número registado desde 2006.

## 2018
Em 3 de agosto deflagrou um incêndio na Serra de Monchique que durou até 17 de agosto, consumindo 27 000 ha de floresta.